# Юсьтыдор
Юсьтыдо́р — посёлок в городском округе Инта республики Коми. 

## География
Расположен на правом берегу реки Большая Инта, в трёх километрах северо-западнее города Инта.

## Этимология
Название происходит от коми Юсьты «лебединое озеро» и дор «возле». Дословно переводится как «возле лебединого озера»

## Население
| 2010 |
| ---- |
| 388  |

## История
22 апреля 1976 поселок 8 км пригородной зоны города Инты переименован в Юсьтыдор

## Инфраструктура
Сельский Дом культуры поселка сельского типа Юсьтыдор, входит в структуру МБУК
«Центр культурного наследия и традиционного народного творчества»
эколого-краеведческий клуб «Росток»
библиотека No 11 посёлка Юсьтыдор МОГО «Инта»